# Цифровая копия актёра
Цифровая копия человека (его цифровой (виртуальный) двойник, цифровой клон), цифровой человек или цифровой актёр — создание или воссоздание образа человека и его голоса с использованием компьютерной графики и звука, который часто неотличим от реального человека — актёра. Цифровая копия (цифровой клон) может быть сделан с человека или любого существа с целью, например, использования в кино.
В английском языке цифровая копия человека именуется виртуальным человеком (англ. virtual human) или цифровым клоном (англ. digital clone), а люди, занятые в кино, известны как synthespians, виртуальные актёры (англ. virtual actors), vactors, киберзвёзды (англ. cyberstars) или silicentric.

## Люди, имеющие цифровые копии
Люди, которые уже имеют цифровые копии: Билл Клинтон, Мэрилин Монро, Фред Астер, Эд Салливан, Элвис Пресли, Брюс Ли, Одри Хепбёрн, Анна Мари Годдар и Джордж Бернс. Наборы данных Арнольда Шварценеггера для создания виртуального Арнольда (голова, по крайней мере) уже сделаны.
К 2002 году, Арнольд Шварценеггер, Джим Керри, Кейт Малгрю, Мишель Пфайффер, Дензел Вашингтон, Джиллиан Андерсон и Дэвид Духовны — все получили цифровые копии, для чего прошли сканирование своей головы лазером.

### Омоложение
Джефф Бриджес — первый актёр в истории кино, который получил в 2010 году омоложённую на 30 лет цифровую копию своего лица в фильме «Трон: Наследие».

### «Воскрешение»
В 2013 году образ Одри Хепбёрн был использован в телевизионной рекламе для британского шоколадного батончика Galaxy.
В 2016 году актёр Питер Кушинг был «оживлён» при помощи цифровой копии, которая «сыграла» в фильме «Изгой-один. Звёздные войны: Истории» роль губернатора Таркина, исполненную самим Кушингом в 1977 году в четвёртом эпизоде (движения для копии выполнял Гай Генри). Тем же способом в фильм была добавлена принцесса Лея: внешность Кэрри Фишер была наложена на лицо норвежской актрисы Ингвильд Дейлы, а для озвучивания была использована архивная аудиозапись слова «Надежда».

## Технологии оцифровывания
Цифровые копии актёров, помимо сканирования, создаются также при помощи технологии Face2Face, переносящей мимику с одного лица на изображение другого в реальном времени. Учёные таким образом продемонстрировали её на президентах Дональде Трампе, Джордже Буше, Владимире Путине, заставив их неотличимо от оригинала произносить любую речь и изменять мимику (движения губ, носа, глаз, бровей).